# Battaglia di Turbigo
La battaglia di Turbigo è un episodio della seconda guerra d'indipendenza italiana. Fu combattuta il 3 giugno 1859 a Turbigo, fra austriaci e franco-piemontesi provenienti dal Piemonte, il giorno precedente la famosa battaglia di Magenta che aprì poi ai francesi la strada per la conquista di Milano.

## La battaglia

### L'antefatto

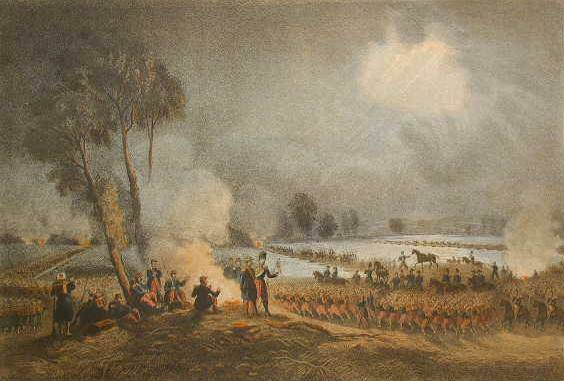
Il passaggio delle truppe francesi del Ticino a Turbigo in una stampa d'epoca

Il 2 giugno 1859 Napoleone III aveva posto la propria sede al quartier generale di Novara, ma secondo i registri aveva iniziato le operazioni militari della giornata già alle 9.30 del mattino quando aveva ordinato al Generale Camou di forzare il Ticino per proteggere la costruzione di un ponte che consentisse il passaggio del 2º Corpo d'Armata comandato dal Generale Mac Mahon.
La compagnia giunse a destinazione verso le ore 16.00 e la costruzione di un ponte provvisorio venne completata già alle 19.30, per una lunghezza totale di 180 metri con passerelle per truppe a piedi, oltrepassando un guado del fiume in corrispondenza della città di Turbigo.
Contemporaneamente dalla parte austriaca, il Feldmaresciallo Luogotenente Clam Gallas ordina al Maresciallo Cordon di portarsi verso Turbigo per proteggere l'accesso alla Lombardia oltre il Ticino.

### L'occupazione di Turbigo
L'occupazione francese della città di Turbigo ebbe inizio la mattina del 3 giugno grazie alla fortuita presenza del medico del paese, Carlo Brumatti, che offrì la propria volontaria collaborazione agli invasori francesi.
Questi segnalò al Generale Menéque, comandante della 1ª Brigata della 2ª Divisione Camou della Guardia Imperiale le posizioni dei nemici e sulla base di queste indicazioni i francesi riuscirono ad entrare dall'attuale via Roma, riattando il ponte in centro al paese che divide in due settori l'abitato e che era stato fatto saltare il giorno precedente dagli austriaci.
Nel pomeriggio del 3 giugno, Vittorio Emanuele II lascia il quartier generale di Galliate e si dirige verso Turbigo, dove prende sede a Villa Fortuna (a sud est del ponte) e dove concorda le operazioni con Napoleone III e Mac Mahon, stabilendo la famosa divisione dei compiti che vedrà il primo impegnarsi sul ponte di San Martino di Trecate ed il secondo su Magenta.

### I combattimenti di Robecchetto e Malvaglio
Da Turbigo (dove ad ogni modo i combattimenti si erano conclusi con qualche sparo e qualche palla di cannone), lo scontro si spostò velocemente verso la vicina frazione di Robecchetto con Induno dove i reggimenti algerini dell'Impero Francese si scontrarono con orde di cavalleria leggera di ussari ed ulani delle divisioni Urban e Mensdorff provenienti da Castano Primo e dalla zona sopra la vicina frazione di Malvaglio.
Gli scontri a Robecchetto si concentrarono nell'area della Cascina Padregnana e del vicino cimitero locale (e più precisamente sulla piccola chiesetta di San Vittore che ancora oggi riporta i segni dello scontro) dove morirà anche il capitano Ernest Charles Vanéechout, che ancora oggi giace sepolto nel camposanto di Turbigo.

### Conclusione degli scontri
Verso le 17.00 terminarono gli scontri nell'area di Turbigo, con una situazione incoraggiante per le forze alleate franco-piemontesi: i francesi occupavano tutta l'area di Turbigo, Robecchetto e Malvaglio oltre a controllare l'accesso al ponte di San Martino di Trecate, mentre i piemontesi avevano accettato il compromesso di ricoprire un ruolo di secondo piano nelle operazioni, arrestandosi a Galliate con Vittorio Emanuele II.
Gli scontri proseguiranno il giorno successivo, il 4 giugno, con la famosa battaglia di Magenta.
La parrocchia di Turbigo conserva nei propri archivi il diario del Parroco di allora Don Bossi che descrive nel dettaglio, dal suo punto di vista, le vicende di quelle giornate. Questo documento inedito fu riscoperto dal colonnello Carlo Pagani nel suo libro "Milano e la Lombardia nel 1859" nel 1909.

## Personalità di rilievo che presero parte alla Battaglia di Turbigo

### Austriaci
- Ferencz Gyulai, Feldmaresciallo, Comandante delle Armate austriache in Italia e Viceré del Regno Lombardo-Veneto
- Eduard Clam-Gallas, Feldmaresciallo Luogotenente
- Karl von Urban, Feldmaresciallo Luogotenente
- Alexander von Mensdorff, Feldmaresciallo Luogotenente
- Ferdinand Poschacher von Poschach, Generale di fanteria (cacciatori)

### Francesi
- Joseph-Édouard de La Motterouge, Generale di Divisione
- Jules de Laveaucoupet, colonnello
- Ernest Charles Vanéechout, capitano di fanteria